# 中原站 (日本)
中原站（日语：／ Nakabaru eki */?）是位於佐賀縣三養基郡三養基町，九州旅客鐵道（JR九州）的長崎本線車站。車站編號為JH04。

## 車站構造
車站是一座地面車站，設有1面1線的單式月台和1面2線的島式月台，共有2面3線的月台。各月台之間設有跨線橋連接。月台為了可讓817系電動列車使用，月台其中2卡車廂的高度提高了，使上落車廂時沒有梯級差。
此站是業務委託車站，委托JR九州鐵道營業負責車站業務。此站沒有MARS系統，但是設有POS終端。此站可使用SUGOCA，但是不能購買SUGOCA，只可為SUGOCA增值。車站內設有1台自動售票機和廁所（男女分開的濕廁）。

### 月台
| 月台 | 路線     | 上下行 | 方向                                                   |
| ---- | -------- | ------ | ------------------------------------------------------ |
| 1    | 長崎本線 | 下行   | 佐賀、江北、肥前鹿島、肥前濱方向 經■佐世保線往早岐方向 |
| 2、3 | 長崎本線 | 上行   | 鳥栖、博多方向 經鹿兒島本線往吉塚、福間、門司港方向    |

## 歷史
- 1891年8月20日：九州鐵道（第一代）佐賀線 鳥栖站至佐賀站開通，此站啟用。
- 1907年7月1日：九州鐵道（第一代）被國有化，成為帝國鐵道廳車站[2][3]。
- 1987年4月1日：隨國鐵分割民營化，車站由九州旅客鐵道（JR九州）營運[4]。
- 2009年3月1日：可以使用IC卡「SUGOCA」[5]。

## 利用狀況
| 乘車人次變化 | 乘車人次變化 |
| 年度         | 1日平均人次  |
| ------------ | ------------ |
| 2000         | 992          |
| 2001         | 995          |
| 2002         | 980          |
| 2003         | 1,023        |
| 2004         | 1,050        |
| 2005         | 1,050        |
| 2006         | 1,019        |
| 2007         | 1,010        |
| 2008         | 1,016        |
| 2009         | 1,007        |
| 2010         | 993          |
| 2011         | 1,018        |
|              |              |
| 2016         | 1,072        |
| 2017         | 1,087        |
| 2018         | 1,058        |
| 2019         | 1,055        |
| 2020         | 460          |
| 2021         | 977          |
| 2022         | 987          |
| 2023         | 1,016        |

## 車站周邊

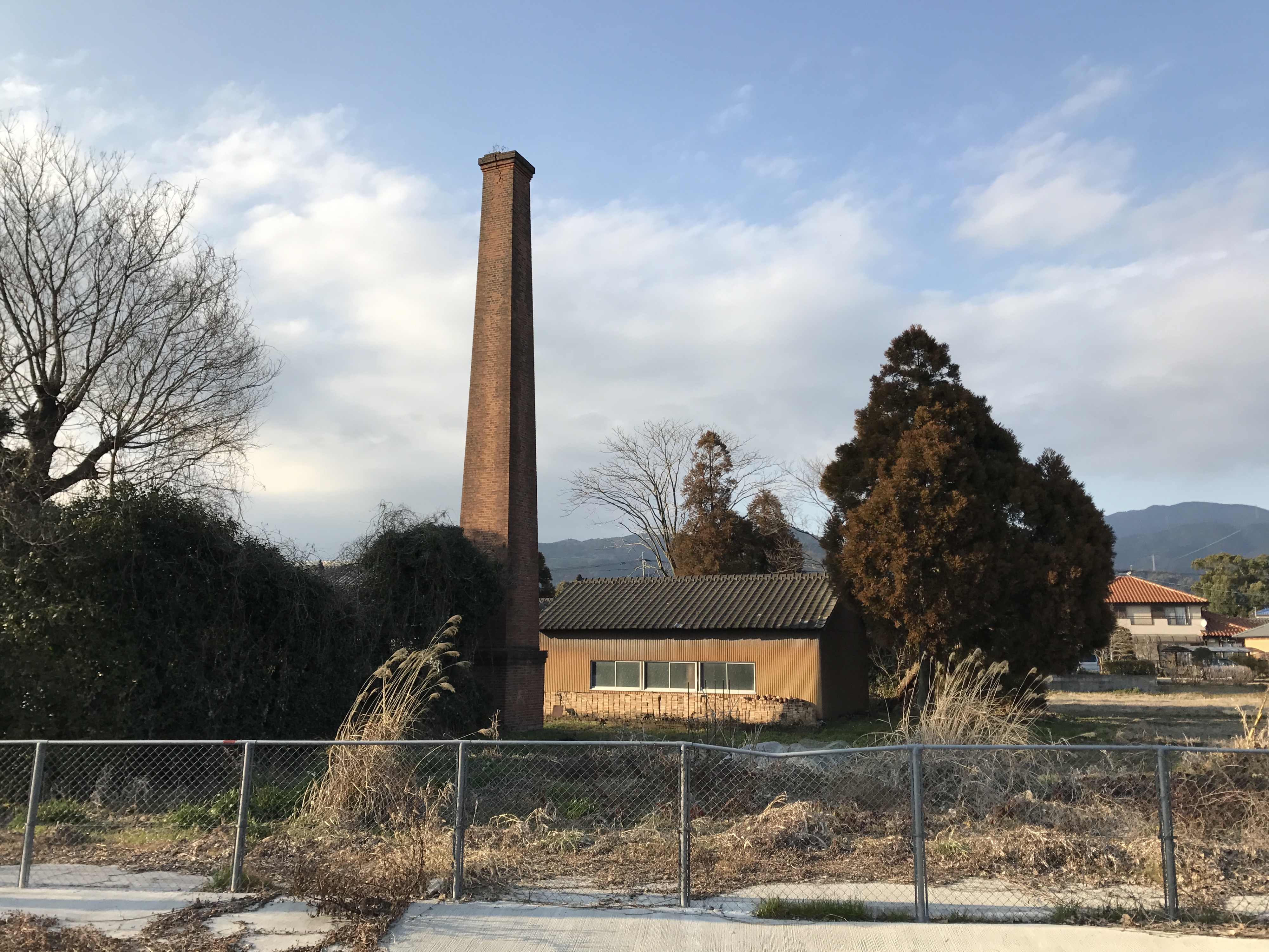
中原站北的蠟燭工場遺址

此站周邊較多住宅。於車站北邊設有在昭和30年代曾經興盛的日本蠟燭工場遺蹟，當中最特出之處為煙囪。另外，附近亦有多間學校，包括佐賀縣立三養基高等學校、三養基町立中原小學、三養基町立中原中學等，通學乘客相對較多。

## 相鄰車站
九州旅客鐵道（JR九州）
 長崎本線
■特急「接力海鷗」、「喜鵲」、「綠」及「豪斯登堡」
通過
■區間快速（只有上行班次）、■普通
肥前麓（JH03）－中原（JH04）－吉野里公園（JH05）

## 外部連結
- JR九州中原站 （页面存档备份，存于）（日語）